# Egyházi jogi személy
Az egyházi jogi személy a magyar jog szerint a jogi személy sajátos típusa. Jogállását a 2011. évi CCVI. törvény szabályozza.
Egyházi jogi személy a bevett egyház, a bejegyzett egyház és a nyilvántartásba vett egyház, továbbá azok belső egyházi jogi személye.

## Jogállása
A bevett egyház, a bejegyzett egyház, illetve a nyilvántartásba vett egyház belső szabálya szerint jogi személyiséggel rendelkező egysége, szervezete vagy intézménye jogi személy.
A belső egyházi jogi személy a bevett egyház, a bejegyzett egyház, illetve a nyilvántartásba vett egyház belső szabálya szerint működik; a bevett egyház, a bejegyzett egyház, illetve a nyilvántartásba vett egyház belső egyházi jogi személye a belső szabályban meghatározott viszonyokban a bevett egyház, a bejegyzett egyház, illetve a nyilvántartásba vett egyház képviseletében jár el. A belső egyházi jogi személyre a bevett egyházra, a bejegyzett egyházra, illetve a nyilvántartásba vett egyházra vonatkozó szabályokat megfelelően kell alkalmazni.
A bevett egyház, a bejegyzett egyház, illetve a nyilvántartásba vett egyház közcélú tevékenységet ellátó intézménye a bevett egyház, a bejegyzett egyház, illetve a nyilvántartásba vett egyház belső szabálya szerint belső egyházi jogi személynek minősülhet. Nem minősül belső egyházi jogi személynek a bevett egyház, a bejegyzett egyház, illetve a nyilvántartásba vett egyház által létrehozott gazdasági társaság, alapítvány és egyesület.
A bevett egyház, a bejegyzett egyház, illetve a nyilvántartásba vett egyház belső szabálya a jogi személyre törvényben meghatározott általános szabályoktól eltérően határozhatja meg
a) a bevett egyház, a bejegyzett egyház, a nyilvántartásba vett egyház és a belső egyházi jogi személy
aa) szervezetére és képviseletére,
ab) törvényes működésének biztosítékaira,
ac) átalakulására, egyesülésére, szétválására és jogutód nélküli megszűnésére, valamint
b) a belső egyházi jogi személy létesítésére
vonatkozó szabályokat.